# Tatort: Die schwarzen Bilder
Die schwarzen Bilder ist ein Fernsehfilm aus der Krimireihe Tatort. Es ist der neunte Fall der Düsseldorfer Ermittler Flemming und Koch und die 308. Tatortfolge. Der vom Westdeutschen Rundfunk produzierte Beitrag wurde am 17. April 1995 auf Das Erste zum ersten Mal gesendet. Flemming und Koch haben es mit dem Mord an dem Leiter einer psychiatrischen Klinik und Unregelmäßigkeiten in dieser zu tun.

## Handlung
Prof. Dr. Volker Eschen, Leiter einer Psychiatrischen Klinik, wird am Flughafen in seinem Wagen erdrosselt aufgefunden. Laut bei der Leiche gefundenen Flugtickets wollte er am Vortag mit seiner Frau Marie nach Berlin fliegen; er ist seit etwa 24 Stunden tot. Flemming trifft im luxuriösen Haus des Toten dessen Töchter Amanda und Julia an. Sie leben ziemlich verwahrlost und teilen Flemming mit, dass ihre Mutter, zu der sie keinen Kontakt hätten, in Paris lebe und auch zurzeit nicht in Düsseldorf sei; die Haushälterin Carlotta kümmere sich um die Mädchen, von ihrer Mutter hätten sie nicht einmal eine Adresse. Ihr Vater habe zu einem medizinischen Kongress nach Berlin gewollt, ihre Mutter wollte sicher nicht mitkommen. Flemming und Koch suchen in Eschens Klinik dessen alten Studienfreund und jetzigen Teilhaber in der Klinik, Dr. Max Tall, auf. Der sagt aus, dass Marie Eschen zurzeit für eine Modepräsentation in Düsseldorf sei; sie habe ihren Mann vor Jahren plötzlich verlassen und ihn seither nicht wieder gesehen. Dr. Tall sagt weiterhin aus, dass Marie ihn heute in der Klinik aufgesucht und um einen Gefallen gebeten hatte; mehr möchte er nicht sagen. Koch sucht Eschens Haushälterin Carlotta Heinrich auf. Die ist tablettensüchtig und lebt ebenfalls in verwahrlosten Verhältnissen. Sie sagt aus, dass sie und auch Eschen Marie seit deren Auszug nicht mehr gesehen hätten.
Die Obduktion ergibt, dass Eschen von dem Angriff vollkommen überrascht gewesen sein musste. Er wurde offensichtlich plötzlich stranguliert und konnte sich nicht mehr wehren; ein Stück Nagellack und Spuren eines Nylonstrumpfs wurden gefunden. Vor dem pathologischen Institut bemerkt Flemming eine Frau, die Marie Eschen sein muss. Flemming fährt ihr nach. Marie, die wegen der Präsentation ihrer Modekollektion sehr beschäftigt ist, sagt Flemming gegenüber aus, dass sie sich erstmals seit der Trennung wieder mit ihrem Mann treffen wollte, um die Scheidung zu besprechen; nach Berlin wollte sie nicht mit ihm. Sie wollte vor der Pathologie einfach nur ihre Kinder sehen; eine Kontaktaufnahme sei nach all den Jahren für beide Seiten nicht einfach. Später am Abend ruft ihn Marie in ihr Hotel. Sie ist betrunken und sagt aus, dass ihr Mann verrückt gewesen sei und sie umbringen wollte. Sie sei nach Paris geflohen und habe dort Karriere gemacht. Was sie heute von Tall gewollt hat, will sie Flemming nicht sagen. Er nimmt heimlich einen Ohrstecker von ihr an sich, während sie ihm erzählt, dass sie einen Selbstmordversuch unternommen habe, weil sie die Kinder bei ihrem Mann gelassen hatte.
Koch hat unterdessen herausgefunden, dass Marie Alleinerbin ihres Mannes und hoch verschuldet ist. Flemming hält diese Fakten allerdings nicht für ausreichend, um sie festzunehmen; er lässt sie jedoch überwachen. In Eschens Villa ist unterdessen offenbar eingebrochen worden und sämtliche Patientenvideos Eschens sind gestohlen worden. Allerdings kam der Täter nicht durch die beschädigte Terrassentür, er muss also einen Schlüssel gehabt haben. Auch Dr. Tall bestätigt, einen Schlüssel für die Villa Eschens gehabt zu haben. Flemming und Koch erfahren zufällig auch, dass Eschen seinen Teilhaber hinauswerfen wollte. Später findet Koch heraus, dass das Alibi von Eschens Töchtern nicht stimmt. Am Abend bestellen Flemming und Koch Dr. Tall zu Maries Modenschau. Marie bezichtigt Dr. Tall, den Einbruch verübt zu haben. Ihr ermordeter Noch-Ehemann habe herausgefunden, dass Tall in der Klinik schmutzige Dinge am Laufen habe. Tall bestreitet das; es sei bei seinem Streit mit Eschen lediglich um die Medikation eines Patienten gegangen. Koch findet heraus, dass Marie einen Tag nach dem Tod ihres Mannes in Luxemburg war und vom Konto Dr. Talls eine hohe Geldsumme abgehoben hat. Flemming findet Sex-Fotos von Marie bei ihr. Sie erzählt Flemming, dass ihr Mann ihr heimlich starke Psychopharmaka verabreicht und dann die Fotos mit ihr gemacht hätte. Sie könne sich an die Aufnahmen nur bruchstückhaft erinnern. Am nächsten Morgen stellt sich heraus, dass Escher mit Zahnseide stranguliert wurde. Der Nagellack unter seinen Fingernägeln stimmt mit dem aus dem Hausmüll der Eschens überein. Die Überwachung Maries ergibt, dass sie die Überwachung bemerkt hat. Koch wundert sich, dass zwei Kassetten, die auf dem Überwachungsvideo bei den Sachen Maries zu sehen sind, verschwunden sind, doch Flemming möchte dem nicht nachgehen. Koch wirft ihm bezüglich Marie Befangenheit vor. Marie ruft Flemming an und informiert ihn und Koch darüber, dass sie Unterlagen gefunden habe, die belegen sollen, dass Tall noch nicht zugelassene Medikamente an den Patienten ausprobiert habe. Das würden auch die Laserdisc-Aufnahmen, die in Eschens Villa gefunden wurden, belegen. Tall hatte nach Videos gesucht und wusste offenbar nicht, dass Eschen sie auf Laserdisc kopieren ließ. Mindestens vier Patienten seien an den Medikamenten verstorben; wahrscheinlich habe Tall Eschen getötet, weil ihm dieser auf die Schliche gekommen war. Flemming befragt Marie nach den verschwundenen Kassetten. Sie gibt an, dort seien Sex-Aufnahmen von ihr zu sehen gewesen, deshalb habe sie sie vernichtet.
Als Koch Tall zur Rede stellen und festnehmen will, räumt dieser die Patientenversuche ein. Den Mord an Escher streitet er allerdings ab und erschießt sich vor den Augen Kochs, die dies nicht verhindern kann. Koch, die mit Flemming in Streit gerät, weil dieser ein Verhältnis mit Marie angefangen hat, konnte unterdessen aus dem Hotelsafe die angeblich vernichteten Kassetten sicherstellen. Carlotta, die von Koch überwacht wurde, hatte sie Marie übergeben. Flemming und Koch sehen dort Sex-Aufnahmen, die Escher angefertigt hatte, allerdings nicht mit Marie, sondern von seiner Tochter Amanda. Durch einen Blutabgleich kann Flemming feststellen, dass das Blut, das an Eschens Leiche gefunden wurde, höchstwahrscheinlich das von Marie ist. Er konfrontiert sie damit. Marie gesteht den Mord an ihrem Ex-Mann und möchte noch einmal ihre Kinder sehen. Carlotta habe Marie informiert, dass Eschen Amanda mit nach Berlin nehmen und sie als seine Frau ausgeben wollte. Sie habe Eschen zur Rede gestellt und umgebracht, nachdem der alles abgestritten habe. Koch hat allerdings herausgefunden, dass ein Ohrring, der am Tatort in Eschens Wagen gefunden wurde, Amanda gehört; das Blut auf Eschens Hemd stammt von Julia, die die gleiche Blutgruppe wie ihre Mutter besitzt. Gegen den vehementen Widerspruch Maries und Flemmings wird nicht sie, sondern werden ihre Töchter festgenommen.

## Rezeption

### Einschaltquoten
Die Erstausstrahlung des Tatort Die schwarzen Bilder am 17. April 1995  wurde in Deutschland insgesamt von 7,41 Millionen Zuschauern gesehen und erreichte damit einen Marktanteil von 21,09 %.

### Kritiken
Die Kritiker der Fernsehzeitschrift TV Spielfilm beurteilen die Folge mittelmäßig und kommentieren: „Verkünstelter Horror-Tatort“